# Pongalei
Pongalei ist eine Riffinsel des Nui-Atolls im pazifischen Inselstaat Tuvalu.

## Geographie
Die Insel liegt im Südosten des Atolls. Sie ist mit der Insel Motupuakaka (⊙) zusammengewachsen. Nach Süden schließt sich die Hauptinsel Fenua Tapu an.